# ハーミア (小惑星)
ハーミア (685 Hermia) は小惑星帯の小惑星である。1909年8月12日、ハイデルベルクでドイツの天文学者ヴィルヘルム・ローレンツが発見した。
ウィリアム・シェイクスピアの喜劇『夏の夜の夢』のヒロインに因んで命名された。